# Circonscription d'Adea Berga
Pour les articles homonymes, voir Adea.
La circonscription d'Adea Berga est une des 177 circonscriptions législatives de l'État fédéré Oromia, elle se situe dans la Zone Ouest Shoa. Son représentant actuel est Feqadu Asefa Gudeta.